# إرنست إيمبسون
إرنست إيمبسون (بالإنجليزية: Ernest Charles Empson)‏ هو موسيقي ومدرس نيوزلندي، ولد في 9 مارس 1880، وتوفي في 23 يونيو 1970.

## وصلات خارجية
- إرنست إيمبسون على موقع ميوزك برينز (الإنجليزية)